# باول سميت
باول سميت (بالإنجليزية: Paul Smit)‏ هو نقابي وفلاح وسياسي ناميبي، ولد في 23 مارس 1953.